# Kněžice pásovaná
Kněžice pásovaná (Graphosoma italicum), občas uváděna také pod názvem kněžice páskovaná, je hojná, kosmopolitně rozšířená ploštice žijící na loukách, lesních pasekách, okrajích lesů a na zahradách s porostem miříkovitých rostlin (například na kopru). Na území České republiky její početnost výrazně kolísá.

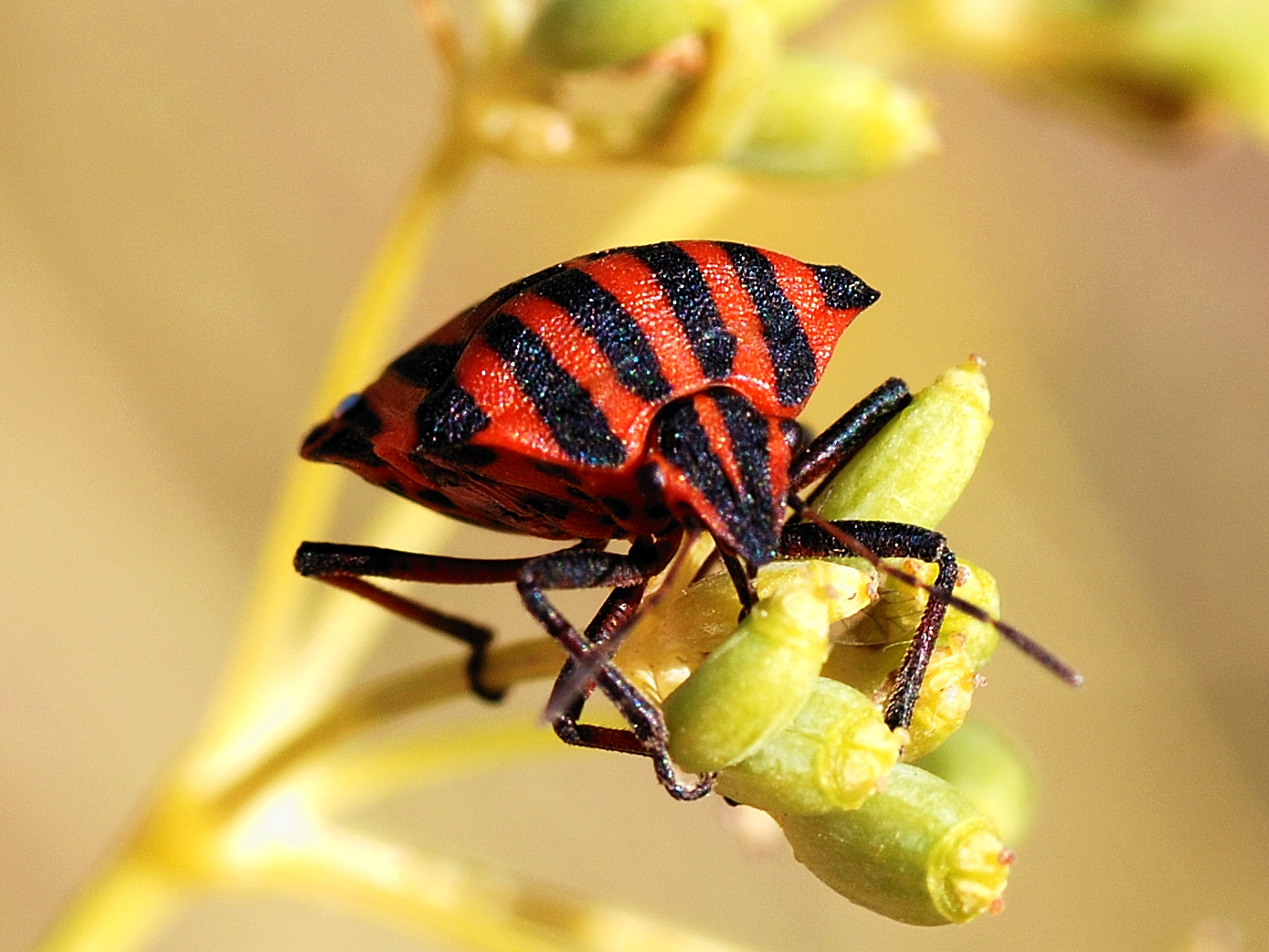
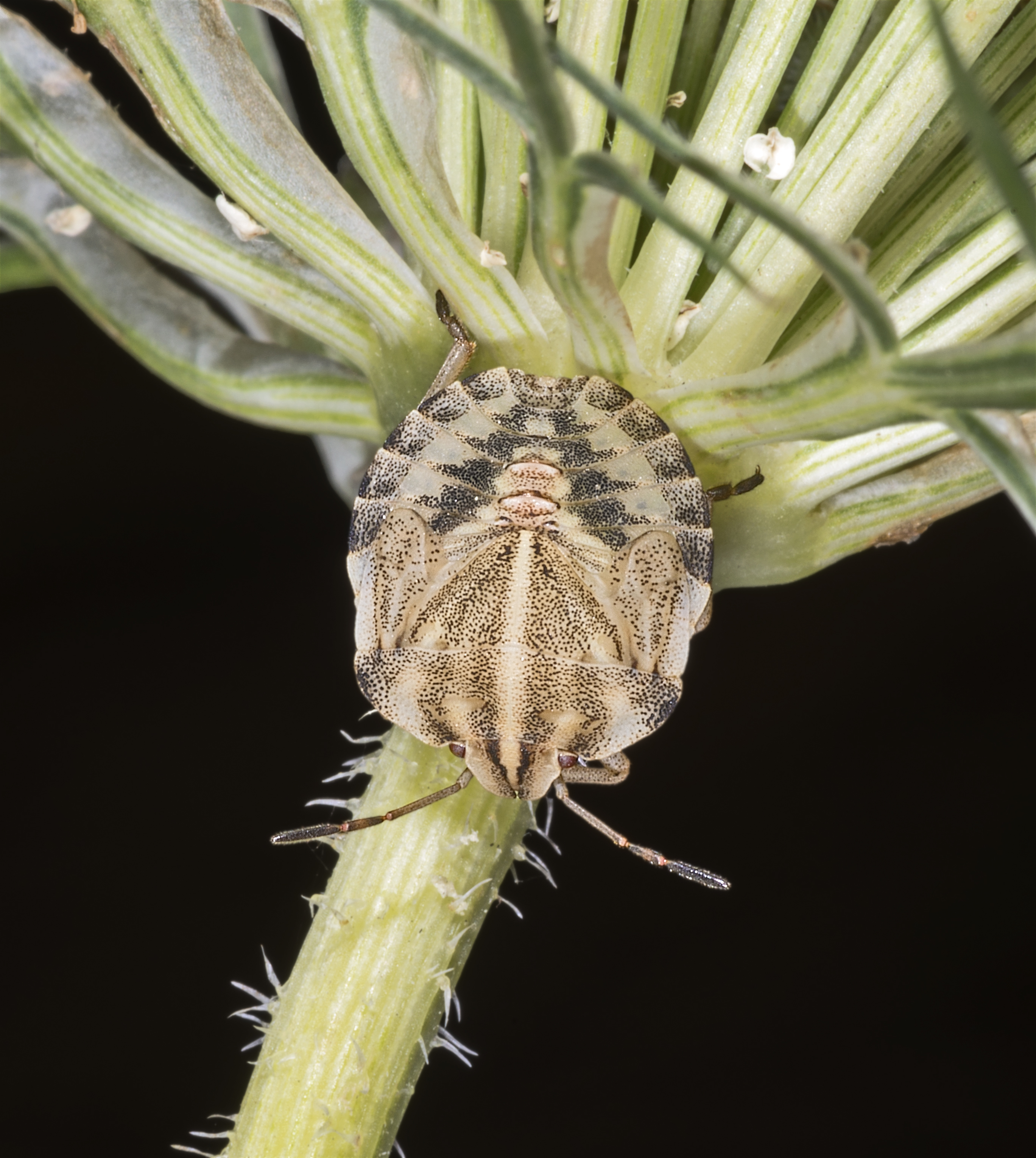

Dorůstá průměrně 10 mm. Díky svému charakteristickému vzhledu je naprosto nezaměnitelným druhem. Má poměrně širokou hruď a trojúhelníkovou hlavu s vystupujícíma očima a dlouhými černými tykadly. Na hlavě má 2 a na hrudi 6 podélných černých pruhů na jinak červeném, ojediněle i oranžovém těle.
Kněžici pásovanou můžeme spatřit v rozmezí od května do října. Larvy a nedospělí jedinci se zdržují na rozdíl od dospělců ve skupinách. Při ohrožení vypouští nepříjemně páchnoucí výměšek.
Imaga jsou všežravá a masožravá, nymfy, které se vyvíjí proměnou nedokonalou v pěti stádiích, se živí především rostlinným nektarem.